# فاطمة بنت علي
فاطمة بنت علي بن أبي طالب، هي بنت أمير المؤمنين علي بن أبي طالب، أول أئمة أهل البيت عند الشيعة، ورابع الخلفاء الراشدين عند أهل السنة والجماعة، وأمّها أمّ ولد، تزوجها أبو سعيد بن عقيل بن أبي طالب حسب المشهور، حضرت معركة كربلاء، وروت بعض أحداثها، وتعتبر فاطمة من رواة الحديث.

## نسبها
- هي: فاطمة بنت علي بن أبي طالب بن عبد المطلب بن هاشم بن عبد مناف[1] بن قُصَي[2] بن كلاب بن مرة بن كعب بن لؤي بن غالب بن فهر بن مالك بن النضر بن كنانة بن خزيمة بن مدركة بن إلياس بن مضر بن نزار بن معد بن عدنان.[3] وعلي هو أول أئمة أهل البيت عند الشيعة،[4] وأحد العشرة المبشرين بالجنة ورابع الخلفاء الراشدين عند أهل السنة والجماعة.[5][6]
- أمّها: أمّ ولد، وتعرف بـأم فاطمة، ولدت أم فاطمة قبل العام 9 هـ، ودخلت بيت علي بملك اليمين سنة 23 هـ، وأنجبت له فاطمة عام 24 هـ، وحضرت أم فاطمة واقعة الطف.[6]

## حياتها
لم تحدد المصادر التاريخية تاريخ ولادتها، إلا البعض ذكر بأن ولادتها كانت في المدينة المنورة عام 24 هـ، وذهب آخرون إلى أن ولادتها كانت سنة 30 هـ في المدينة المنورة، لا تتوفر معلومات عن طفولتها، سوى أنها نشأت في المدينة المنورة ثم أنتقلت مع أبيها إلى الكوفة عام 36 هـ.
حسب المشهور أن أبوها علي بن أبي طالب زوجها من ابن عمها أبي سعيد بن عقيل بن أبي طالب فأنجبت له حميدة وقيل محمدًا أيضًا. وذهبت أغلب المصادر بأن والدة محمد هي أم ولد. وذهب ابن شهر آشوب أن زوجها هو محمد بن عقيل.
ولكن ابن سعد يقول في الطبقات الكبير أن فاطمة بنت علي: تزوّجها محمد بن أبي سعيد بن عقيل بن أبي طالب فولدت له حميدة بنت محمد، ثمّ خلف عليها سعيد بن الأسود بن أَبِي البَخْتَرِي بن هشام بن الحارث بن أسد بن عبد العُزَّى بن قُصَيّ فولدت له بَرْزَة وخالدًا ابني سعيد، ثمّ خلف عليها المنذر بن عُبيدة بن الزبير بن العوّام فولدت له عثمان وكبرة ابني المنذر.
ويذكر مصعب الزبيري في كتابه نسب قريش ويقول: وكانت فاطمة بنت علي عند محمد بن أبي سعيد بن عقيل؛ فولدت له حميدة؛ ثم خلف عليها سعيد الأسود بن أبي البختري؛ فولدت له برة، وخالدة؛ ثم خلف عليها المنذر بن عبيدة بن الزبير بن العوام، فولدت له عثمان، وكندة، درجا.

## في كربلاء
حضرت فاطمة مع أمها وزوجها أبو سعيد وابنتها حميدة واقعة الطف، وقد استشهد أبو سعيد وابنه محمد في نصرة الحسين بن علي بن أبي طالب. بعد معركة كربلاء، أُسرت فاطمة مع أمها وابنتها حميدة. وسيقت معهم إلى دمشق،
وعن فاطمة بنت علي أنها قالت: لما أجلسنا بين يدي يزيد ابن معاوية رق لنا وأمر لنا بشئ وألطفنا قالت ثم إن رجلًا من أهل الشأم أحمر قام إلى يزيد فقال: «يا أمير المؤمنين هب لي هذه»، يعنيني وكنت جارية وضيئة فأرعدت وفرقت وظننت أن ذلك جائز لهم وأخذت بثياب أختي زينب قالت وكانت أختي زينب أكبر مني وأعقل، وكانت تعلم أن ذلك لا يكون، فقالت: «كذبت والله ولؤمت ما ذلك لك وله»، فغضب يزيد فقال: «كذبت والله إن ذلك لي ولو شئت أن أفعله لفعلت»، قالت: «كلا والله ما جعل الله ذلك لك إلا أن تخرج من ملتنا وتدين بغير ديننا». قالت فغضب يزيد واستطار ثم قال: «إياي تستقبلين بهذا إنما خرج من الدين أبوك وأخوك»، فقالت زينب: «بدين الله ودين أبي ودين أخي وجدى اهتديت أنت وأبوك وجدك»، قال: «كذبت يا عدوة الله»، قالت: «أنت أمير مسلط تشتم ظالما وتقهر بسلطانك»، قالت فوالله لكأنه استحيا فسكت ثم عاد الشامي فقال: «يا أمير المؤمنين هب لي هذه الجارية»، قال: «أعزب وهب الله لك حتفا قاضيا».
وتحدثت فاطمة عن النعمان بن بشير وتعامله الجيد مع السبايا في رجوعهم من دمشق إلى المدينة، فبعدما وصل ركب السبايا إلى المدينة، فعن الحارث بن كعب قالت لي فاطمة بنت علي: قلت لأختي زينب: «يا أخية لقد أحسن هذا الرجل الشامي إلينا في صحبتنا فهل لك ان نصله؟»، فقالت: «والله ما معنا شئ نصله به الا حلينا»، قالت لها: «فنعطيه حلينا»، قالت: فأخذت سواري ودملجى وأخذت أختي سوارها ودملجها فبعثنا بذلك إليه واعتذرنا إليه وقلنا له: «هذا جزاءك بصحبتك إيانا بالحسن من الفعل»، قال: «لو كان الذي صنعت انما هو للدنيا كان في حليكن ما يرضيني ودونه، ولكن والله ما فعلته الا لله ولقرابتكم من رسول الله صلى الله عليه وآله.».

## روايتها للأحاديث
روت فاطمة عن أبيها علي بن أبي طالب، وأخيها الحسن بن علي، وأسماء بنت عميس، وأمامة بنت أبي العاص، وآخرين، كما روي عنها حارث بن كعب الكوفي، وعبد الرحمن بن أبي نعيم البجلي، وعبيد الله بن بشير الجعفي، موسي الجهني وعيسي بن عثمان، وأبو بصير، وآخرون، وأكثر رواياتها تكون في المجالات الاعتقادية، والفقهية، والأخلاقية.
ومن أشهر ما روتها فاطمة حديث رد الشمس وحديث المنزلة، كما نقل النسائي وابن ماجة من علماء أهل السنة بعض رواياتها. واستغرب صاحب كتاب رياحين الشريعة عدم شهرة فاطمة في المصادر الرجالية الشيعية.

## وفاتها
توفيت فاطمة عام 117 هـ في المدينة المنورة، وقيل أن قبرها بدمشق وهذا القول غير صحيح.

## وصلات خارجية
- فصل: فاطمة بنت علي بن أبي طالب بن عبد المطلب- موقع نداء الإيمان نسخة محفوظة 24 يناير 2025 على موقع واي باك مشين..
- فاطمة بنت علي بن أبي طالب - موسوعة الحديث.